# IRobot (fabrikant)

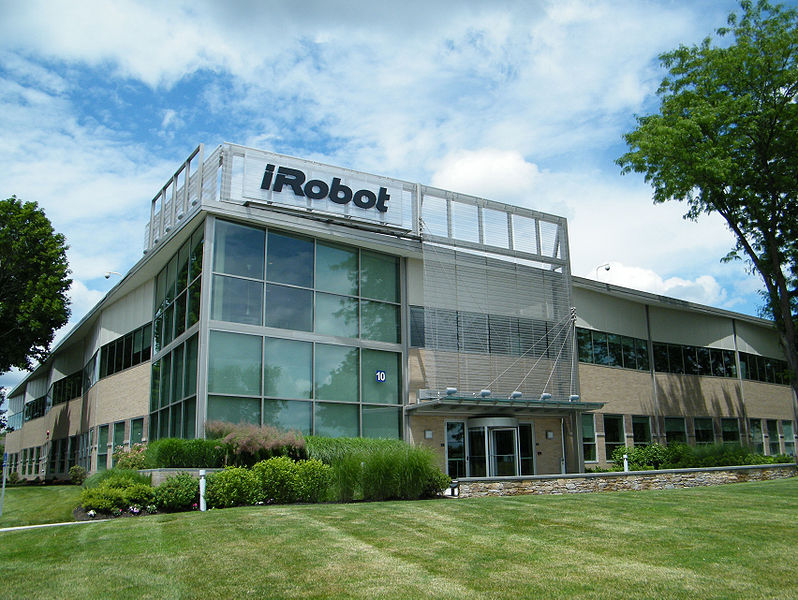
iRobot hoofdkantoor in Bedford

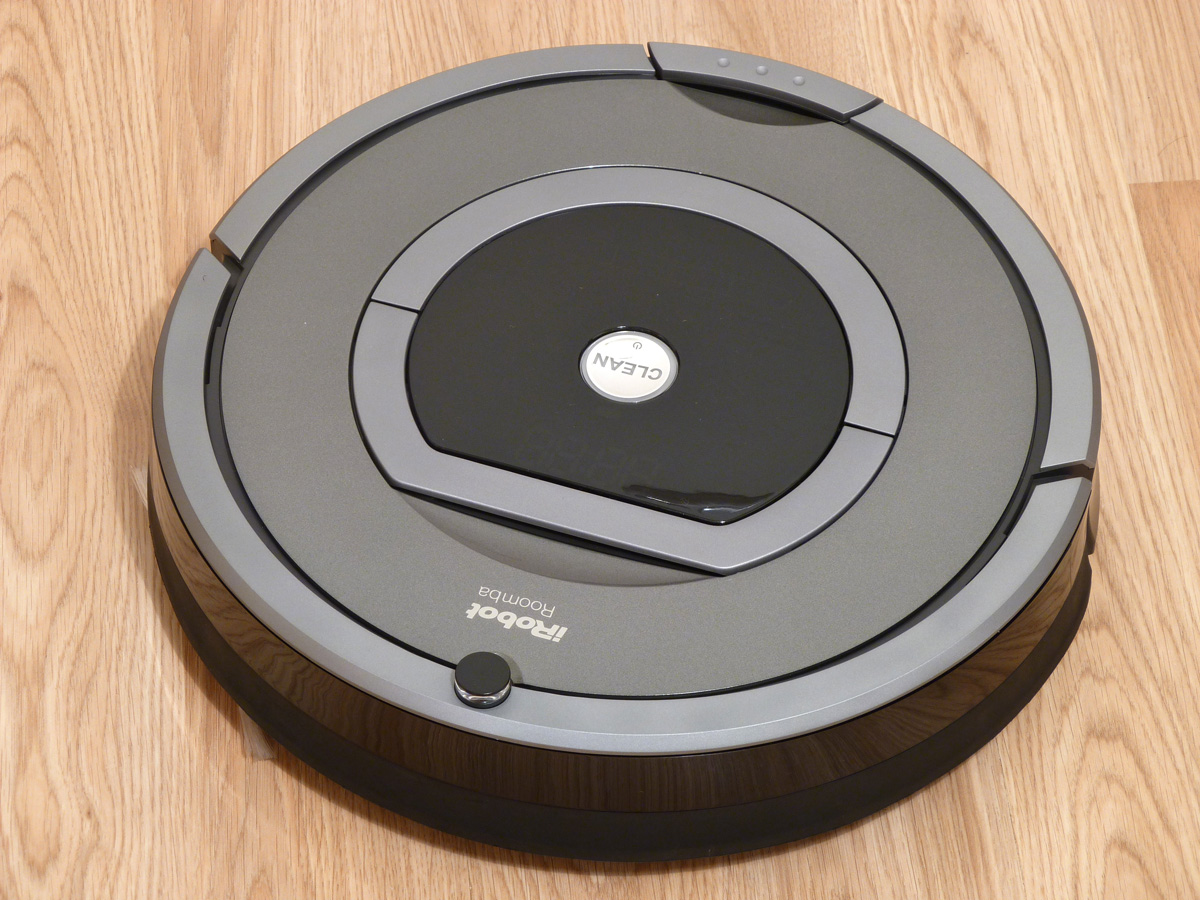
stofzuigrobot

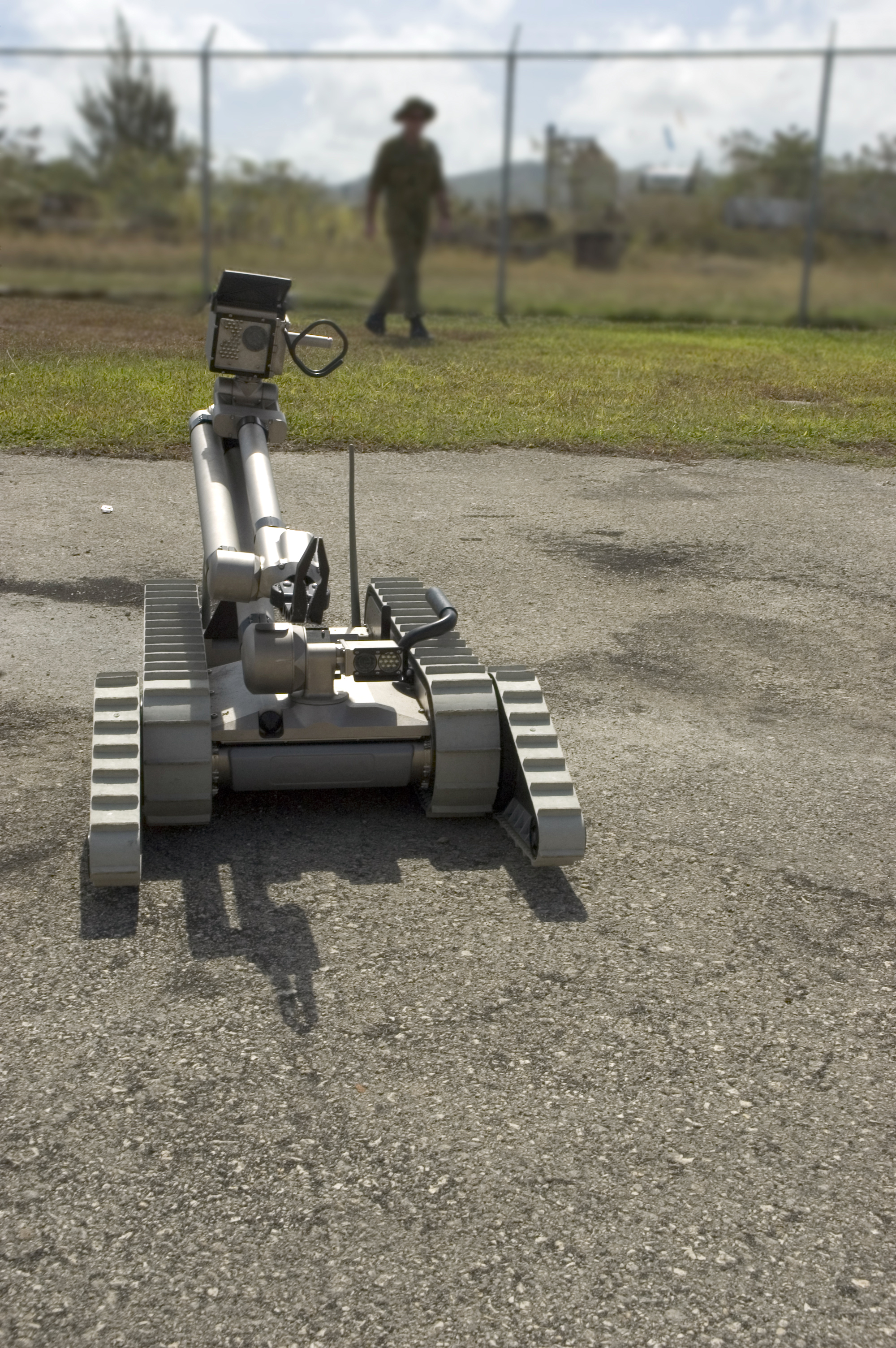
Robot voor militair gebruik

iRobot is in 1990 opgericht door een aantal robotdeskundigen van het Massachusetts Institute of Technology. Het bedrijf maakt robots voor civiel en militair gebruik. Het hoofdkantoor staat in Bedford (Massachusetts). Vanaf 2005 staan de aandelen iRobot genoteerd op de NASDAQ aandelenbeurs onder het tickersymbool IRBT. In 2022 behaalde iRobot een omzet van US$ 1,2 miljard.

## Activiteiten
iRobot maakt robots voor:
- Huis: deze robots zijn geschikt voor diverse huishoudelijke taken zoals stofzuigen, grasmaaien, schrobben en dweilen. In de periode 2003 tot en met 2021 heeft iRobot meer dan 35 miljoen huisrobots verkocht.
- Defensie en veiligheidsdiensten: Deze robots worden gebruikt bij gevaarlijke opsporings- en verkenningsmissies en bij het onschadelijk maken van explosieven.

Veruit het grootste deel van de omzet wordt behaald door de verkoop van robots. De omzet wordt voor ruim de helft behaald buiten de Verenigde Staten. Het innovatieve karakter van de producten komt ook tot uiting in de hoge uitgaven voor Onderzoek & Ontwikkeling, ruim 10% van de omzet wordt hieraan jaarlijks besteed.

## Resultaten
In de tabel hieronder staat de resultaten vanaf 2008. De omzet en resultaten zijn gestaag gegroeid, maar in 2021 kampte het bedrijf met hogere kosten door verstoringen in de logistieke ketens en tekorten aan onderdelen. In 2022 daalde de omzet met een kwart waardoor het bedrijf een fors verlies leed.
| Jaar | Omzet (× miljoen) | Bedrijfsresultaat (× miljoen) | Nettoresultaat (× miljoen) |
| ---- | ----------------- | ----------------------------- | -------------------------- |
| 2008 | $ 307,6           | $ 0,2                         | $ 0,8                      |
| 2009 | $ 298,6           | $ 5,4                         | $ 3,3                      |
| 2010 | $ 401,0           | $ 33,5                        | $ 25,5                     |
| 2011 | $ 565,5           | $ 53,3                        | $ 40,2                     |
| 2012 | $ 436,2           | $ 24,2                        | $ 19,3                     |
| 2013 | $ 487,4           | $ 32,6                        | $ 27,6                     |
| 2014 | $ 556,8           | $ 53,1                        | $ 37,8                     |
| 2015 | $ 616,8           | $ 60,6                        | $ 44,1                     |
| 2016 | $ 660,6           | $ 57,6                        | $ 41,9                     |
| 2017 | $ 883,9           | $ 72,7                        | $ 51,0                     |
| 2018 | $ 1092,6          | $ 105,8                       | $ 88,0                     |
| 2019 | $ 1214,0          | $ 86,6                        | $ 85,3                     |
| 2020 | $ 1430,4          | $ 146,3                       | $ 147,1                    |
| 2021 | $ 1565,0          | $ −1,1                        | $ 30,4                     |
| 2022 | $ 1183,4          | $ −240,4                      | $ −286,3                   |

## Geschiedenis
iRobot is in 1990 opgericht door een aantal robotdeskundigen van het Massachusetts Institute of Technology (MIT).
Eind juli 2017 werd de overname van de Franse robotimporteur en -distributeur Robopolis bekend gemaakt. De overnamesom is US$ 141 miljoen, iets meer dan de jaaromzet van Robopolis. Na een eerdere acquisitie van een vergelijkbaar bedrijf in Japan versterkt iRobot hiermee haar distributiecapaciteit in Europa. Robopolis is actief in diverse Europese landen waaronder Duitsland, Spanje en Nederland en is al sinds 2006 de exclusieve distributeur van iRobot in deze regio. De transactie werd op 2 oktober 2017 afgerond. 
In november 2021 werd Aeris Cleantec AG in Zwitserland overgenomen, een fabrikant van luchtreinigers met 30 werknemers. iRobot betaalt US$ 72 miljoen voor dit bedrijf dat niet beursgenoteerd is.
Op 5 augustus 2022 maakte Amazon een overnamebod bekend van US$ 1,7 miljard, dit is US$ 61 per aandeel, op iRobot. Deze overname past binnen het beleid van Amazon die investeert in smart home en de ontwikkeling van eigen robots als Astro. De overeenkomst kon niet rekenen op toestemming van de Amerikaanse en Europese mededingingsautoriteiten en in januari 2024 besloot Amazon de overname niet door te zetten.